# Nannophya dalei
Nannophya dalei – gatunek ważki z rodziny ważkowatych (Libellulidae).